# The Toy Castle
The Toy Castle je kanadský dětský televizní seriál vysílaný na stanicích Treehouse TV, TFO a Télé-Québec a vyrobený společností Sound Venture Productions. Vysílán mezi lety 2000–2003 v anglické i francouzské jazykové verzi. Dějovou předlohou byla pohádka Statečný cínový vojáček od Hanse Christiana Andersena. Režie se ujala Katherine Jeans, hudbu složil Andrew Huggett. Seriál pojednává o skupině hraček, které magicky ožijí, když děti usnou.